# Venakärret
Venakärret este o arie protejată (arie specială de conservare — SAC, sit de importanță comunitară — SCI) din Suedia întinsă pe o suprafață de 67,2 ha, integral pe uscat.

## Localizare
Centrul sitului Venakärret este situat la coordonatele 59°26′52″N 14°49′42″E / 59.4479°N 14.8284°E.

## Înființare
Situl Venakärret a fost declarat sit de importanță comunitară în ianuarie 2002 pentru a proteja 2 specii de plante și 2 specii de animale. Situl a fost protejat și ca arie specială de conservare în martie 2011.

## Biodiversitate
Situată în ecoregiunea boreală, aria protejată conține 3 habitate naturale: Mlaștini alcaline, Pășuni din zone de pădure fino-scandinave, Taiga vestică.
La baza desemnării sitului se află mai multe specii protejate:
- plante (2): papucul doamnei (Cypripedium calceolus), Hamatocaulis vernicosus
- nevertebrate (2): fluturele auriu (Euphydryas aurinia), Vertigo geyeri